# Osvaldo Dorticós Torrado
Osvaldo Dorticós Torrado (Cienfuegos, 17 de abril de 1919-La Habana, 23 de junio de 1983) fue un político cubano que desempeñó el cargo de presidente del país entre el 17 de julio de 1959 y el 2 de diciembre de 1976. Ese año entró en vigor la Constitución cubana de 1976, que eliminó el cargo de presidente de la República y estableció el máximo poder del Estado en un órgano colegiado electo por la Asamblea Nacional.

## Biografía
Dorticós nació en una familia rica en Cienfuegos. Su padre estudió Derecho y Medicina, y uno de sus antepasados fue Tomás Terry, un famoso empresario nacido en Venezuela que amasó una de las fortunas más grandes del hemisferio occidental en su época. Después de trabajar brevemente como profesor, Dorticós estudió Derecho y Filosofía en la Universidad de La Habana, donde se graduó con una licenciatura en Derecho en 1941. Se incorporó al Partido Socialista Popular (PSP), de tendencia comunista, y actuó durante un tiempo como secretario de Juan Marinello, el líder del PSP.
En la década de 1950 Dorticós abrió un próspero bufete de abogados en Cienfuegos, y se desempeñó como Comodoro del Yacht Club de Cienfuegos. Se opuso firmemente al gobierno de Fulgencio Batista, y participó en el Movimiento de Resistencia Civil, que apoyaba a los guerrilleros que combatían la dictadura. Dorticós fue elegido decano del Colegio de Abogados de Cuba en 1958, antes de ser arrestado por el régimen de Batista en el mismo año y de un breve exilio posterior en México.

### Roles en el gobierno

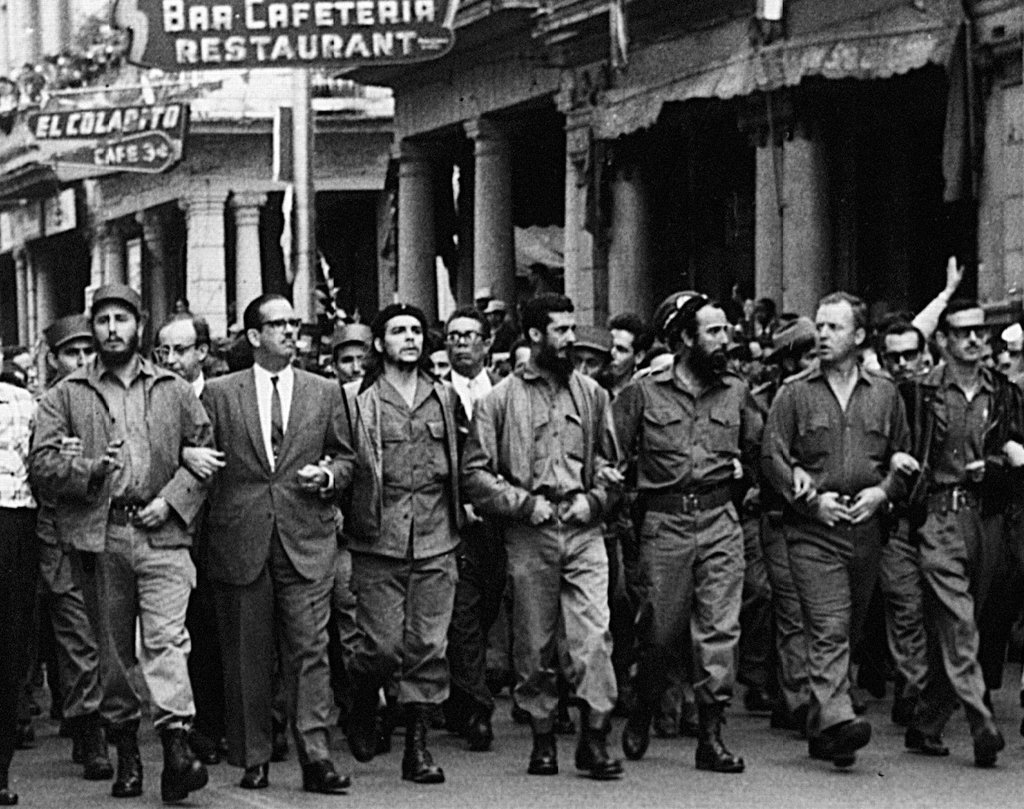
De izquierda a derecha: Fidel Castro, Osvaldo Dorticós Torrado, Che Guevara, Augusto Martínez Sánchez, Antonio Núñez Jiménez, William Alexander Morgan y Eloy Gutiérrez Menoyo.

Tras el éxito de la Revolución Cubana el 1 de enero de 1959, Dorticós regresó a Cuba y fue nombrado Ministro de Leyes Revolucionarias en el gabinete encabezado por Fidel Castro. En esa capacidad, Dorticós jugó un papel importante en la redacción de la legislación revolucionaria, como la Ley de Reforma Agraria y la Ley Fundamental Orgánica que sustituyó a la Constitución cubana de 1940. Después de la renuncia del presidente Manuel Urrutia, Dorticós fue nombrado jefe de Estado por el Consejo de Ministros el 17 de julio de 1959.
Como presidente, Dorticós representó a Cuba en la Cumbre de Países No Alineados que se celebró en Belgrado en 1961, y en la Cumbre de la Organización de Estados Americanos que se celebró en 1962 en la ciudad de Punta del Este, en Uruguay. Durante la Crisis de los Misiles de 1962, Dorticós pronunció un discurso en la ONU anunciando que Cuba poseía armas nucleares, las cuales esperaba no tener que utilizar nunca. Estuvo presente también en Buenos Aires con motivo de la toma de posesión de Héctor Cámpora como Presidente de la Nación Argentina el 25 de mayo de 1973, junto con el presidente chileno Salvador Allende.
Además de actuar como presidente de Cuba, Dorticós se desempeñó como miembro del Buró Político y del Secretariado del Comité Central del Partido Comunista de Cuba (desde 1965), y como presidente de la Junta Central de Planificación (desde 1964 hasta 1976). Fue ratificado como miembro del Buró Político en el Primer Congreso del PCC efectuado en 1975 y en el segundo efectuado en 1980. Tras la entrada en vigor de la Constitución cubana de 1976, Fidel Castro fue nombrado Presidente del Consejo de Estado y del Consejo de Ministros, máxima posición de poder estatal en el nuevo diseño político del país, desapareciendo la figura de "Presidente de la República". Dorticós fue nombrado Vicepresidente del Consejo de Ministros y miembro del Consejo de Estado. En 1980 fue nombrado, además, ministro de Justicia. Se desempeñó en tales cargos hasta su muerte.

### Muerte
Murió el 23 de junio de 1983, por una herida de bala autoinfligida, acto supuestamente motivado por la reciente muerte de su esposa y de una grave afección que padecía en la columna vertebral. Su cadáver fue hallado en su vivienda de La Habana.

## Condecoraciones
Como jefe de Estado, a Dorticós le fueron impuestas las siguientes condecoraciones:
- Estrella de la República de Indonesia en Primera Clase, Indonesia, 22/1/1960, máxima condecoración del país.
- Orden del León Blanco en Primera Clase, Checoslovaquia, 1961.[3]
- Orden de la Bandera Nacional en Primera Clase, Corea del Norte, 28/10/1966.[4]
- Collar de la Orden al Mérito de Chile, Chile, 13/12/1972, máxima condecoración del país.[5]
- Gran Cruz de la Orden Polonia Restituta, Polonia, 24/4/1973, máxima condecoración del país, «por los ideales del marxismo-leninismo, la amistad fraternal y la cooperación».[6]
- Ciudadano de Honor de Córdoba, Argentina, 5/1973.[7]
- Huésped de Honor y Llaves de la ciudad de Mendoza, Argentina, 5/1973.[8]
- Orden Estrella de la República Socialista de Rumania en Primera Clase, Rumania, 9/1973.[9]

| Predecesor: Manuel Urrutia Lleó | Presidente de la República de Cuba 1959 – 1976 | Sucesor: Fidel Castro Presidente del Consejo de Estado de la República de Cuba |